# Мартіньш Дзієркалс
Мартіньш Дзієркалс (латис. Mārtiņš Dzierkals; 4 квітня 1997, Латвія) — латвійський хокеїст, лівий нападник. Виступає за ХК «Рига» у Молодіжній хокейній лізі (МХЛ).
Виступав за «Огре»/«Сага 18», ХК «Рига», «Юкуріт». 
У складі молодіжної збірної Латвії учасник чемпіонату світу 2015 (дивізіон IА). У складі юніорської збірної Латвії учасник чемпіонатів світу 2014 (дивізіон IА) і 2015.